# Поморское воеводство (Королевство Польское)
Поморское воеводство — (лат. Palatinatus Pomeranensis, пол. Województwo pomorskie) — административно-территориальная единица Королевства Польского и Речи Посполитой. Существовало в 1466—1772 годах.
Поморское воеводство было создано в 1466 году в результате успешной войны Польского королевства с Тевтонским орденом (1454—1466) из бывших владений тевтонских рыцарей-крестоносцев. Входило в состав Великопольской провинции и принадлежало к региону Королевская Пруссия. Находилось в западной части Речи Посполитой, на западе Королевской Пруссии. Центр воеводства — город Скаршевы. Возглавлялось воеводами поморскими. Сеймик воеводства собирался в городе Старогард-Гданьский.
Поморское воеводство состояло из 8 поветов. Малое представительство в сенате Речи Посполитой состояло из 2 сенаторов. В 1772 году площадь воеводства составляла 12 907 км².
В 1772 года в результате Первого раздела Речи Посполитой Поморское воеводство было ликвидировано и оккупировано Прусским королевством. Территория воеводства (кроме города Гданьска) вошла в состав прусской провинции Западная Пруссия. В 1793 году крупнейший польский город-порт Гданьск с его округом был включён в состав Пруссии.

## Административное устройство
- Гданьский повят — Гданьск
- Мираховский повят — Мирахово
- Новский повят — Нове
- Пуцкий повят — Пуцк
- Свецкий повят — Свеце
- Тчевский повят — Тчев
- Тухольский повят — Тухоля
- Члухувский повят — Члухув